# Vitézkötés

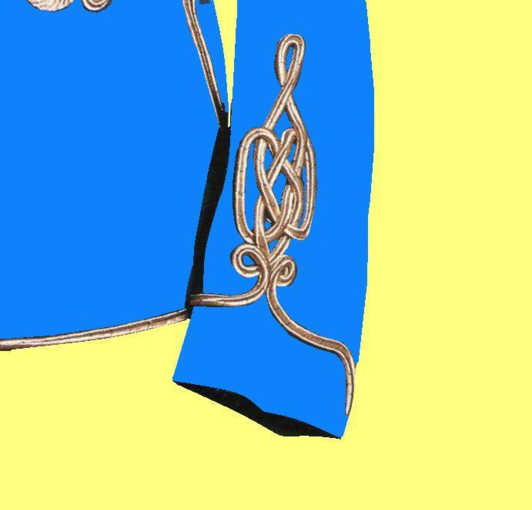
Vitézkötés egy zubbonyon

A vitézkötés paszományból készült, hagyományos magyar eredetű díszítés. Főleg a 19. században és a 20. század elején volt divatos.

## Előfordulása
- A vitézkötés zsinórdíszítés az osztrák császári haderőben szolgáló, Magyar Királyság területéről toborzott katonák egyenruháin – a könnyűlovasság, azaz a huszárok csizmanadrágján és a magyar kiegészítésű gyalogsági csapatok posztónadrágjain, továbbá a huszárcsákón alkalmazták, ahol a motívum 47 cm hosszú négyélű zsinórból áll, amely kétrét van fektetve és mindkét végén gömbölyű fonadékban végződik.[1] A magyar alakulatokat vitézkötésükről lehetett megkülönböztetni a többi osztrák császári alakulattól.
- Egyes vidékeken (pl. Kolozsvár környékén) a férfiak által hordott népviseletnek fontos motívuma volt.

## A magyar építészetben
A 19. századi magyar építészetben motívumként Feszl Frigyes használta fel a vitézkötést a pesti Vigadó épületénél.